# نادي العلم
نادي العلم الرياضي هو نادي كرة قدم عراقي يلعب في الدوري العراقي الدرجة الثانية من أندية محافظة صلاح الدين تأسس عام 1997